# Oldenburgia
Oldenburgia ist die einzige Pflanzengattung der Tribus Oldenburgieae in der Unterfamilie der Carduoideae innerhalb der Familie der Korbblütler (Asteraceae). Das Verbreitungsgebiet liegt nur in Südafrika, sie ist ein Florenelement der Capensis.

## Beschreibung

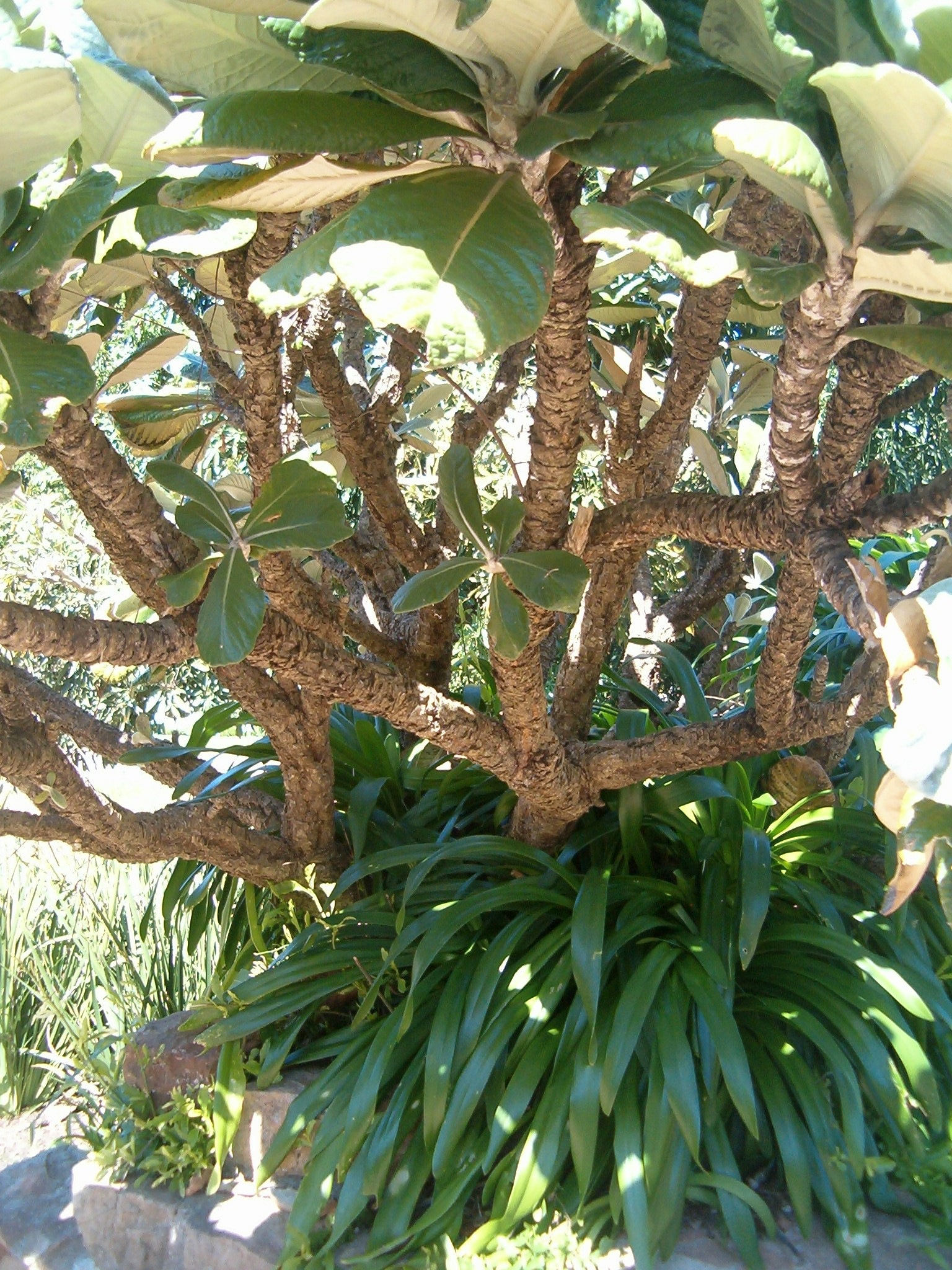
Habitus von Oldenburgia grandis

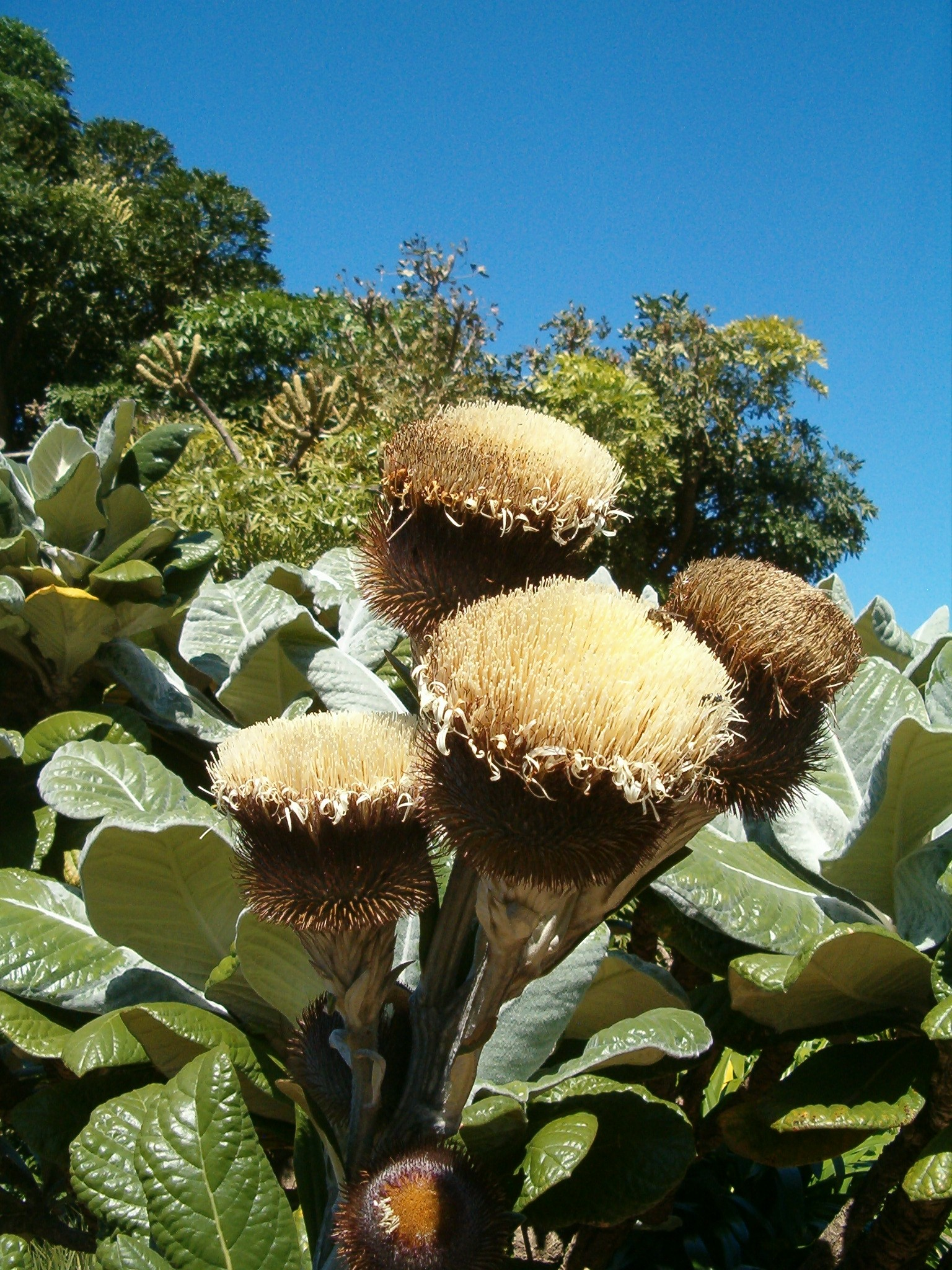
Gesamtblütenstand mit großen Blütenkörben von Oldenburgia grandis

### Erscheinungsbild und Laubblätter
Oldenburgia-Arten wachsen als polsterbildende Zwergsträucher bis große Sträucher oder kleine Bäume. Die wechselständig und oft an den Zweigenden konzentriert angeordneten Laubblätter sind nur kurz gestielt. Die einfachen, hauptsächlich ledrigen Blattspreiten sind verkehrt-eiförmig bis elliptisch, fiedernervig und besitzen einen glatten Blattrand. Die Blattoberseite ist oft kahl und die Blattunterseite oft dicht behaart.

### Blütenstände und Blüten
Die körbchenförmigen Blütenstände stehen einzeln oder zu wenigen in schwach verzweigten Blütenständen zusammen. Es kann ein Blütenstandsschaft ausgebildet sein. In der glocken- bis krugförmige Blütenstandshülle (Involucrum) stehen viele Hüllblätter in einigen Reihen; sie sind ledrig, eiförmig sowie weiß wollig behaart und besitzen einen glatten Rand sowie ein stachelspitziges oberes Ende. Der Blütenstandsboden ist flach und wabenförmig ohne Spreublätter. Die großen Blütenkörbe enthalten viele Blüten.
Bei den Carduoideae sind, im Gegensatz zu den anderen Unterfamilien, nur fünfzählige Röhrenblüten vorhanden. Die Farben der Kronblätter reichen von weiß bis cremefarben oder rosafarben-braun; innere und äußere Blüten können gleichgefärbt sein. Die randlichen Röhrenblüten sind funktional weiblich, zygomorph und vergrößert; ihre Kronen sind zweilippig, wobei die äußere Lippe zwei lineal-gedrehte Kronzähne besitzt. In einem Blütenkorb sind 80 bis 1000 innere Röhrenblüten vorhanden, die zwittrig und oft radiärsymmetrisch oder selten etwas zygomorph sind mit schlanken und zylindrischen Kronröhren, die tief fünflappig enden. Die fünf Staubblätter besitzen zu einer Röhre verwachsene Staubbeutel, die lang zugespitzte Anhängsel besitzen. Die Pollenkörner sind glatt bis stachelig. Der Griffel endet in zwei sehr kurzen Griffelästen mit gerundeten oberen Enden, die glatt bis papillös sind; selten besitzen die Narben an ihrem oberen Ende spitze Haare und das Narbengewebe bedeckt die ganze Narbenunterseite.

### Früchte
Die die schmal ellipsoiden bis linealen Achänen sind gerippt und kahl bis dicht behaart. Der beständige Pappus besteht aus bärtigen bis federartigen Borsten. Die Ausbreitung erfolgt mit den Achänen als Diasporen.

## Systematik und Verbreitung
Das Verbreitungsgebiet in der Republik Südafrika umfasst nur die Provinzen Westkap und Ostkap. Oldenburgia ist ein Florenelement der Capensis.
Die Gattung Oldenburgia wurde 1830 durch Christian Friedrich Lessing in Linnaea, 5, S. 252, Tafel 3, Abbildungen 67–70 aufgestellt. Typusart ist Oldenburgia paradoxa Less. Der botanische Gattungsname Oldenburgia ehrt den Schweden Franz Pehr Oldenburg (1740–1774), der 1772 bis 1773 in Südafrika Pflanzen sammelte.
Oldenburgia ist die einzige Gattung der Tribus Oldenburgieae in der Unterfamilie der Carduoideae innerhalb der Familie der Korbblütler (Asteraceae). Oldenburgieae wurde durch Santiago Ortiz in Oldenburgieae, a new tribe of the African Mutisieae s.l. (Asteraceae), S. 1–3, In: Compositae Newsletter, Number 47, 15. April 2009 aufgestellt.
Zur Gattung Oldenburgia gehören nur vier Arten:
- Oldenburgia grandis (Thunb.) Baill. (Syn.: Arnica grandis Thunb., Oldenburgia arbuscula DC.): Dieser Strauch bis kleine Baum gedeiht an felsigen Standorten der Witteberg-Quarzite in den Wittebergen im „Quarzit-Fynbos“.[6] Das Verbreitungsgebiet im „Suurberg inland“ reicht von Port Elizabeth bis Makhanda in der Provinz Ostkap.[4]
- Oldenburgia intermedia P.Bond: Sie wurde erst 1987 beschrieben und kommt im Tulbagh District im Westkap vor.
- Oldenburgia papionum DC.: Sie kommt in der Umgebung von Tulbagh im Westkap vor.
- Oldenburgia paradoxa Less.: Dieser polsterbildende Zwergstrauch kommt nur im Westkap vor.[7]